# 瓦利塞倫
瓦利塞倫（德語：Wallisellen）是瑞士联邦苏黎世州比拉赫区的市镇。该市镇面积为6.50平方千米，海拔高度431米，2018年12月31日人口数为16,315。

## 外部連結
- 瓦利塞伦官方网站 （页面存档备份，存于） （德文）